# One Child Nation
One Child Nation è un documentario del 2019 diretto da Nanfu Wang e Jialing Zhang, incentrato sulle conseguenze della politica del figlio unico in Cina, durata dal 1979 al 2015.
Il film è stato presentato in anteprima al Sundance Film Festival 2019 il 26 gennaio 2019 dove ha ricevuto il Gran premio della giuria: U.S. Documentary ed è stato distribuito negli Stati Uniti il 9 agosto 2019 da Amazon Studios. Ha ricevuto recensioni positive dalla critica ed è stato candidato come Miglior documentario al Gotham Independent Film Awards 2019.

## Produzione
Entrambe le registe Wang e Zhang sono nate durante la politica del figlio unico in Cina negli anni ottanta, ma conoscevano poco i suoi effetti perché era una cosa naturale tra la popolazione. Dopo essersi trasferita negli Stati Uniti ed essere rimasta incinta del suo primo figlio nel 2017, Wang è tornata in Cina nel tentativo di "esplorare gli effetti della ”guerra demografica” sulla sua famiglia, conoscenti del suo villaggio rurale, ostetriche, funzionari della pianificazione familiare, giornalisti e artisti".

## Accoglienza

### Incassi
Il film è stato distribuito in un cinema a New York e uno a Los Angeles, incassando 22.244 dollari nel suo weekend di apertura, e Amazon ha riferito di "spettacoli esauriti per tutto il weekend". In totale ha incassato 271.841 dollari.

### Critica
Sul sito di aggregazione di recensioni Rotten Tomatoes il film ha un indice di gradimento del 98% basato su 101 recensioni, con un voto medio di 8,4/10. Il consenso critico del sito recita: "Illuminante quanto accessibile, One Child Nation esplora un capitolo doloroso della storia cinese con una chiarezza penetrante". Metacritic ha assegnato al film un punteggio medio ponderato di 85 su 100, il che indica un "plauso universale".
David Rooney di The Hollywood Reporter ha definito il film "un documento prezioso e un'illustrazione sobria ma spaventosa del lato oscuro di questo esperimento controllato dal governo" e ha lodato il montaggio e la colonna sonora. Ram Venkat Srikar di Cinema Sentries ha definito il film "una descrizione senza mezzi termini delle spiacevoli conseguenze della politica cinese del figlio unico". Inkoo Kang su Slate ha scritto che il film è "considerato al meglio come una storia orale di un esperimento disperato in un paese in rapido cambiamento e selettivamente amnesico" ma che "la sua franchezza e intimità conferiscono un'indelebilità che un'inquadratura enciclopedica non potrebbe mai approssimare".